# نيهون شوكي
نيهون شوكي (باليابانية 日本書紀) وتعني السجلات اليابانية، وهي ثاني أقدم كتب معروفة في التاريخ الياباني بعد الكوجيكي، ويعتبر أكثر تفصيلاً من كتب كوكيجي. يعتبر نيهون شوكي من الكتب الهامة في دراسة التاريخ الياباني والآثار اليابانية حيث يحتوي الأعمال الكاملة في الأدب الكلاسيكي الياباني.
تم الانتهاء من كتابة نيهون شوكي في عام 720 تحت إشراف الأمير تونيري وذلك بمساعدة أونو ياسومارو.
كما في كوجيكي يحتوي نيهون شوكي العديد من القصص الأسطورية ولكن أيضاً تسجل الأحداث الجارية في القرن الثامن من سير الأباطرة تينجي، تيمو، والإمبراطور جيتو. حيث يركز نيهون شوكي على فضائل الحكام الجيدين وأخطاء الحكام السيئين.
كتب نيهون شوكي بالأحرف الصينية التقليدية كما كان شائعاً في اليابان في تلك الفترة.